# Bob Maes
Pour les articles homonymes, voir Maes.
Robert F. Maes, plus communément appelé Bob Maes, né à Zaventem le 22 octobre 1924, est un homme politique belge. Nationaliste flamand, il a été sénateur de la Volksunie.

## Éléments biographiques

### Jeunesse
Pendant sa jeunesse, Bob Maes est membre de la Jeunesse national-socialiste de Flandre puis rejoint, pendant la Deuxième Guerre mondiale, la Ligue nationale flamande (VNV), organisation qui collabore avec les nazis.
En septembre 1944, il se rend à la police, passe un an en détention et perd ses droits politiques pour une période de vingt ans.

### Après-guerre
En 1949, Maes fonde le service d'ordre baptisé Vlaamse Militanten Orde (VMO) à la demande de la Concentration flamande.
En 1954, il est membre du comité de direction de la Volksunie. De 1965 à 1995, il est le président de la section brabançonne de ce parti. 
Le 12 septembre 1970, des militants du VMO tuent un colleur d'affiches du parti FDF. Il s'agit de l'affaire Jacques Georgin. Bob Maes n'a jamais condamné ce meurtre. 
En juin 1971, il dissout formellement le VMO et rejoint le groupe Were Di dont il est vice-président jusqu'en 1972.
Bien que n'étant plus directement impliqué dans le nouveau Vlaamse Militanten Orde, issu des cendres du mouvement qu'il avait créé, il maintient des contacts sporadiques avec lui. Ainsi, en 1978, il prend la parole au cimetière d'Asse à l'occasion du transfert du cadavre du collaborateur flamand Staf de Clercq.

### Carrière politique
Bob Maes est élu sénateur en 1971 dans l'arrondissement électoral de Bruxelles-Hal-Vilvorde et conserve son siège jusqu'en 1985. Depuis le 13 octobre 1985, il est sénateur honoraire.
Entre 1977 et 1978, la Volksunie participe aux gouvernements Tindemans IV et  Vanden Boeynants II avec les sociaux-chrétiens, les socialistes et le FDF. Cependant, Bob Maes est l'un des parlementaires de la VU à refuser sa confiance au gouvernement Tindemans IV en raison de son opposition au pacte d'Egmont, opposition motivée par l’inquiétude face à la francisation de la périphérie de Bruxelles, mais aussi par la volonté d’aller plus loin dans le fédéralisme, le pacte d'Egmont n'étant, selon Maes, qu'« une espèce de cocktail composé de 50 % de compétences restées nationales, de 40 % de compétences régionales et de 10 % de compétences des communautés ».
Au niveau local, Bob Maes est conseiller communal à Zaventem entre 1971 et 1988.
Après la dissolution de la Volksunie, Bob Maes intègre la N-VA ; sa fille, Lieve, également membre de ce dernier parti, est sénatrice et députée au Parlement flamand.

## Polémique liée à Bob Maes
En octobre 2014, la présence du ministre flamand Ben Weyts et du secrétaire d'État à l'Asile et la Migration Theo Francken à la réception organisée à l'occasion du nonantième anniversaire de Bob Maes, révélée par le Parti du travail de Belgique, provoque un chahut lors de la séance de la Chambre du 14 octobre 2014 où le nouveau Premier Ministre Charles Michel doit présenter la déclaration gouvernementale de son gouvernement et la demande, par divers partis de l'opposition de la démission du secrétaire d'État Francken.
À la suite de cette polémique, Bob Maes réaffirme ne pas regretter la collaboration.